# Messier (cràter)

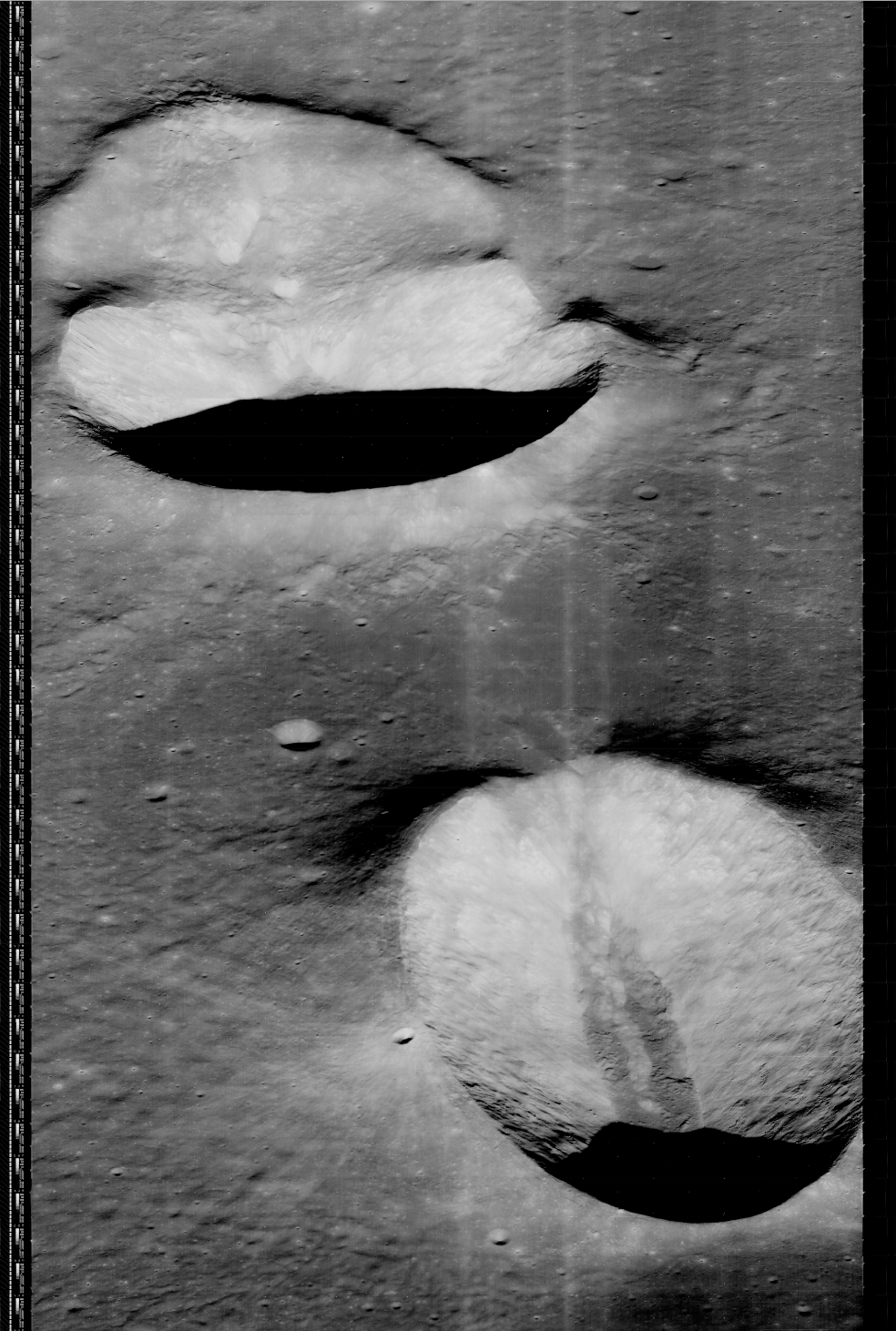
Imatge de Messier i de Messier A, foto Lunar Orbiter 5. Capturada i processada per la Lunar Orbiter Image Recovery Project (febrer de 2013).

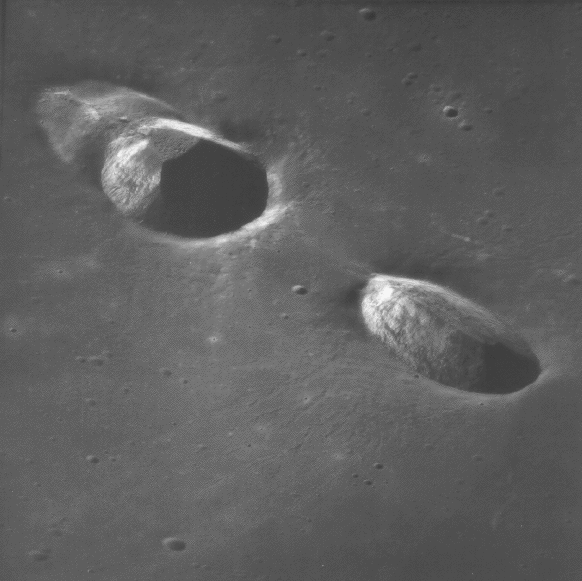
Fotografia de la missió Apol·lo 11

Messier és un cràter d'impacte lunar relativament recent, localitzat a la Mare Fecunditatis. El cràter té una forma sensiblement oblonga que no és deguda a l'escorç. La dimensió més llarga està orientada en adreça est-oest.

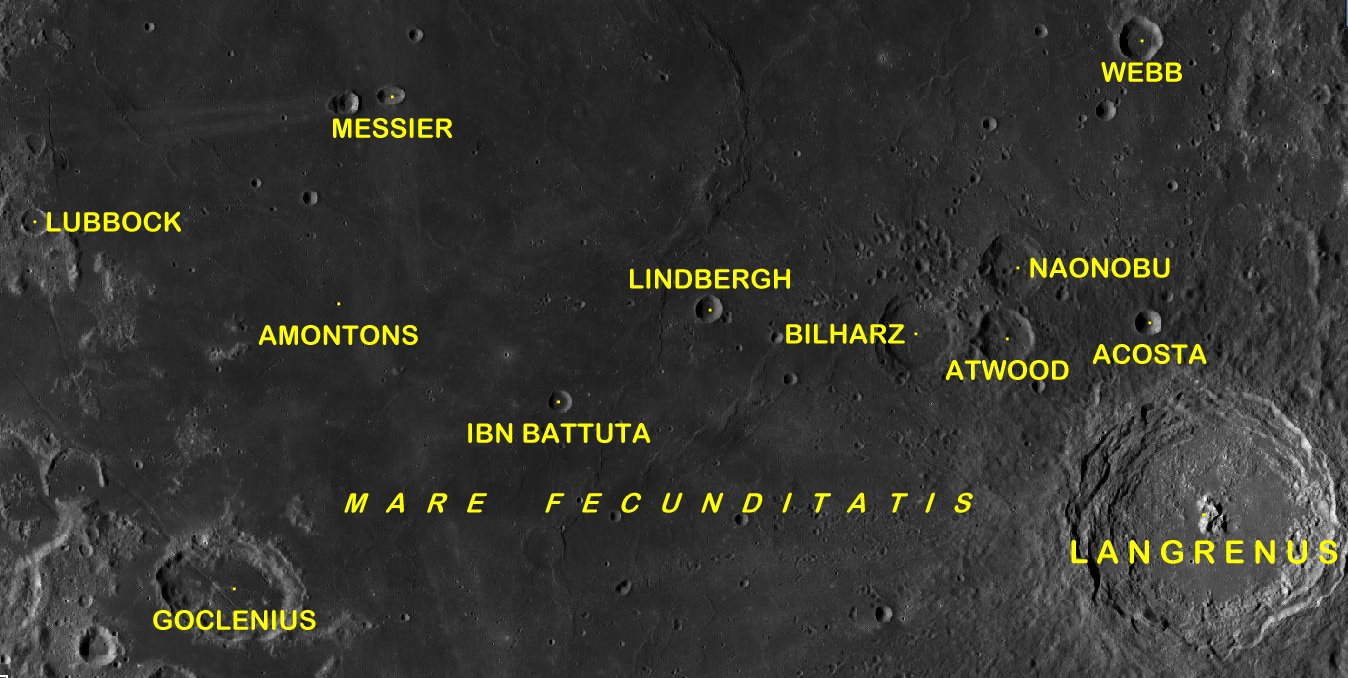
Localització de Messier (quadrant superior esquerre de la imatge)

Just a l'oest es troba Messier A, un cràter doble de grandària similar, també amb forma oblonga. La dimensió més llarga d'aquest cràter està orientada nord-sud, formant un angle recte pel que fa a la de Messier. Aquest cràter també té una protuberància corbada que s'estén a l'oest. Messier i Messier A van ser fotografiats en alta resolució per la nau espacial Lunar Orbiter 5 de la NASA a l'agost de 1967. La imatge V_041 de l'Orbitador Lunar està arxivada en el. És fruit de l'esforç realitzat per la Lunar Orbiter Image Recovery Project per reprocesar aquestes imatges de les cintes originals.
Els interiors de Messier i de Messier A tenen una albedo més alta que la mar lunar circumdant. També apareix una ratlla fosca al centre de cada cràter. Dos prominents, gairebé lineals marques radials s'estenen cap a l'oest des de la vora de Messier A, continuant al llarg de més de 100 km cap al bord oest de la Mare Fecunditatis. La superfície de la mare al voltant dels cràters també està lleugerament marcada pels rajos d'altres cràters.
S'ha postulat que el cràter Messier es va formar per un impacte en un angle molt baix, i que Messier A podria haver-se format a continuació per un rebot del cos impactant. El baix angle d'impacte també pot explicar el sistema de rajos asimètrics.
Al nord-oest de Messier A se localitza una llarga i estreta esquerda, denominada Rima Messier.
Aquest cràter es va nomenar en honor de l'astrònom francès Charles Messier (1730-1817).

## Cràters satèl·lit
Per convenció aquests elements s'identifiquen en els mapes lunars col·locant la lletra en el costat del punt central del cràter que està més proper a Messier.
|         | \| Messier \| Coordenades \| Diàmetre \| \| ------- \| ------------------------------------ \| -------- \| \| A \| 2° 02′ S, 46° 56′ E / 2.03°S,46.94°E \| 11.0 km \| \| B \| 0° 54′ S, 48° 04′ E / 0.9°S,48.06°E \| 6.9 km \| \| D \| 3° 35′ S, 46° 19′ E / 3.59°S,46.32°E \| 7.8 km \| \| E \| 3° 21′ S, 45° 26′ E / 3.35°S,45.43°E \| 5.0 km \| \| J \| 1° 36′ S, 52° 10′ E / 1.6°S,52.16°E \| 3.7 km \| \| L \| 1° 16′ S, 51° 52′ E / 1.26°S,51.87°E \| 5.4 km \| |          |
| Messier | Coordenades | Diàmetre |
| A       | 2° 02′ S, 46° 56′ E / 2.03°S,46.94°E | 11.0 km  |
| B       | 0° 54′ S, 48° 04′ E / 0.9°S,48.06°E | 6.9 km   |
| D       | 3° 35′ S, 46° 19′ E / 3.59°S,46.32°E | 7.8 km   |
| E       | 3° 21′ S, 45° 26′ E / 3.35°S,45.43°E | 5.0 km   |
| J       | 1° 36′ S, 52° 10′ E / 1.6°S,52.16°E | 3.7 km   |
| L       | 1° 16′ S, 51° 52′ E / 1.26°S,51.87°E | 5.4 km   |

El següent cràter ha estat canviat el nom per la UAI:
- Messier G - Vegeu Lindbergh (cràter).

Messier A també s'ha denominat W. H. Pickering, però això mai ha estat sancionat oficialment per la UAI. Posteriorment es va denominar cràter lunar Pickering a un element diferent.

## Galeria
|  |  |  |  |

### Altres referències
- (WGPSN), IAU Working Group for Planetary System Nomenclature. «Gazetteer of Planetary Nomenclature. 1:1 Million-Scale Maps of the Moon» (en anglès).  UAI / USGS, 13-02-2013. [Consulta: 6 abril 2016].
- Andersson, L. E.; Whitaker, E. A.,. NASA Catalogue of Lunar Nomenclature (en anglès).  NASA RP-1097, 1982.
- Blue, Jennifer. «Gazetteer of Planetary Nomenclature» (en anglès).  USGS, 25-07-2007. [Consulta: 2 gener 2012].
- Bussey, B.; Spudis, P.. The Clementine Atlas of the Moon (en anglès).  Nueva York: Cambridge University Press, 2004. ISBN 0-521-81528-2.
- Cocks, Elijah E.; Cocks, Josiah C.. Who's Who on the Moon: A Biographical Dictionary of Lunar Nomenclature (en anglès).  Tudor Publishers, 1995. ISBN 0-936389-27-3.
- McDowell, Jonathan. «Lunar Nomenclature» (en anglès).   Jonathan's Space Report, 15-07-2007. [Consulta: 2 gener 2012].
- Menzel, D. H.; Minnaert, M.; Levin, B.; Dollfus, A.; Bell, B. «Report on Lunar Nomenclature by The Working Group of Commission 17 of the IAU» (en anglès). Space Science Reviews, 12, 1971, pàg. 136.
- Moore, Patrick. On the Moon (en anglès).  Sterling Publishing Co, 2001. ISBN 0-304-35469-4.
- Price, Fred W. The Moon Observer's Handbook (en anglès).  Cambridge University Press, 1988. ISBN 0521335000.
- Rükl, Antonín. Atlas of the Moon (en anglès).  Kalmbach Books, 1990. ISBN 0-913135-17-8.
- Webb, Rev. T. W.. Celestial Objects for Common Telescopes, 6ª edición revisada (en anglès).  Dover, 1962. ISBN 0-486-20917-2.
- Whitaker, Ewen A. Mapping and Naming the Moon (en anglès).  Cambridge University Press, 2003. 978-0-521-54414-6.
- Wlasuk, Peter T. Observing the Moon (en anglès).  Springer, 2000. ISBN 1-85233-193-3.